# Mouliets-et-Villemartin
Mouliets-et-Villemartin é uma comuna francesa na região administrativa da Nova Aquitânia, no departamento da Gironda. Estende-se por uma área de 15,78 km². Em 2010 a comuna tinha 1 062 habitantes (densidade: 67,3 hab./km²).